# 우주왕복선
우주왕복선(宇宙往復船, 문화어: 우주련락선) 또는 스페이스 셔틀(영어: Space Shuttle, Space Transportation System, STS)은 미국 항공우주국(NASA)의 우주와 지구를 반복해서 왕복하도록 설계된 우주선이며 1980년대 초반부터 사용되다가 2011년 7월 21일 퇴역했다. 날개가 달려있는 궤도선은 수직으로 발사되며, 보통 5-7명의 우주인과 22,700 킬로그램 (50,000 lbs) 정도의 하중을 지구 저궤도로 실어 나른다. 임무가 끝나면, 지구 대기권에 재진입하며, 재진입시에는 동력이 없는 채로 활공을 통해 감속 후 착륙하는데, 대개는 케네디 우주 센터의 활주로에 착륙하게 된다.
궤도선 자체는 현재 보잉 사의 일원인 북아메리카 록웰이 제조하였다. 우주왕복선 외부 연료 탱크는 현재 록히드 마틴사에 합병된 마틴 마리에타사가 설계하였으며, 우주왕복선 고체 로켓 부스터는 현재 알리안트 테크시스템의 일원인 모턴 티오콜이 만들었다.
우주왕복선은 재사용이 가능하도록 설계한 최초의 궤도 우주선이다. 다양한 궤도로 많은 하중을 실어 나를 수 있으며, 국제우주정거장의 승무원을 교체해 주기도 하고, 또한 수리 임무를 수행하기도 한다. 우주왕복선은 인공 위성 및 궤도 상의 다른 물체를 가지고 지구로 돌아올 수도 있도록 설계되었으나, 실제로 그 역할은 많이 수행하지 않는다. 하지만 이러한 회수 임무는 국제우주정거장에 있어 매우 중요한데, 이는 소유즈 우주선은 국제우주정거장의 실험 물질이나, 수리해야 할 장치, 쓰레기들 중 일부만을 가져올 수 있기 때문이다. 각 우주왕복선은 100번의 발사 및 10년 동안의 사용을 목표로 설계되었다.
우주왕복선 계획은 1960년대 말 시작되었으며, 1970년대 중반 이래 미국 항공우주국 유인 우주선 사업의 거의 대부분을 차지하게 되었다. 우주 탐사 비전에 따르면, 현행의 우주왕복선은 2010년까지 국제우주정거장의 조립을 주목적으로 사용되었으며, 그 이후에는 상업용 궤도 운송 서비스를 거쳐, 2014년경 개발이 완료될 것으로 보이는 오리온이 그 역할을 대체할 예정이다.

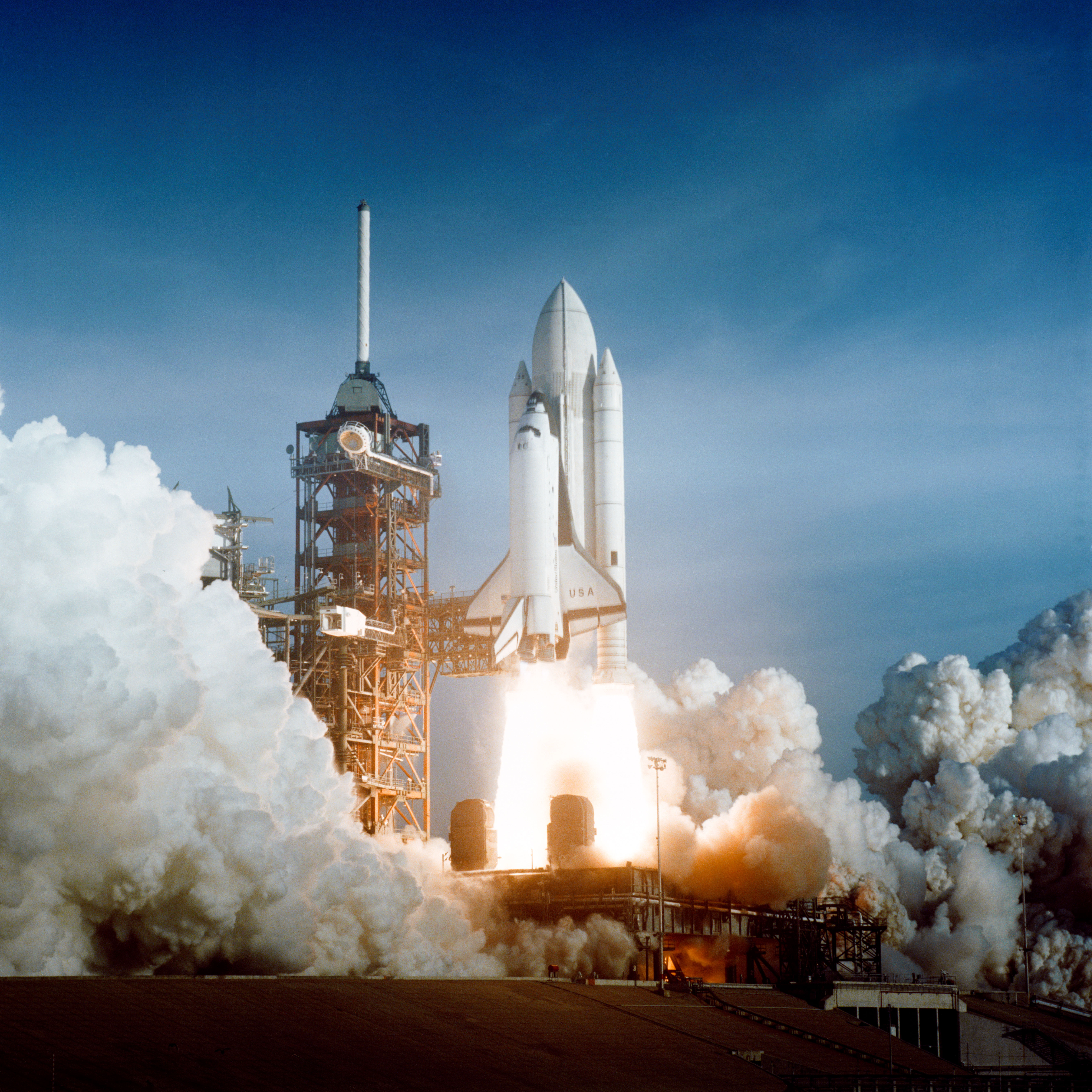
1981년 컬럼비아 우주왕복선 점화 직후 모습. 최초 두 번의 임무 동안, 우주왕복선 외부 연료 탱크 외부의 발포 단열재는 흰색으로 칠해져 있었다. 하지만, 이후 임무에서는 덧칠을 하지 않았으며, 따라서 원래의 색상인 주황색으로 보이게 된다. 이처럼 도색을 하지 않음으로써 450킬로그램 (1000 lbs)의 무게를 줄일 수 있었고, 동시에 그만큼의 유효 하중을 늘릴 수 있었다.

2011년 7월 9일, 애틀랜티스 우주왕복선을 끝으로 추가적인 STS 발사 프로그램이 종료되었다.

## 개발

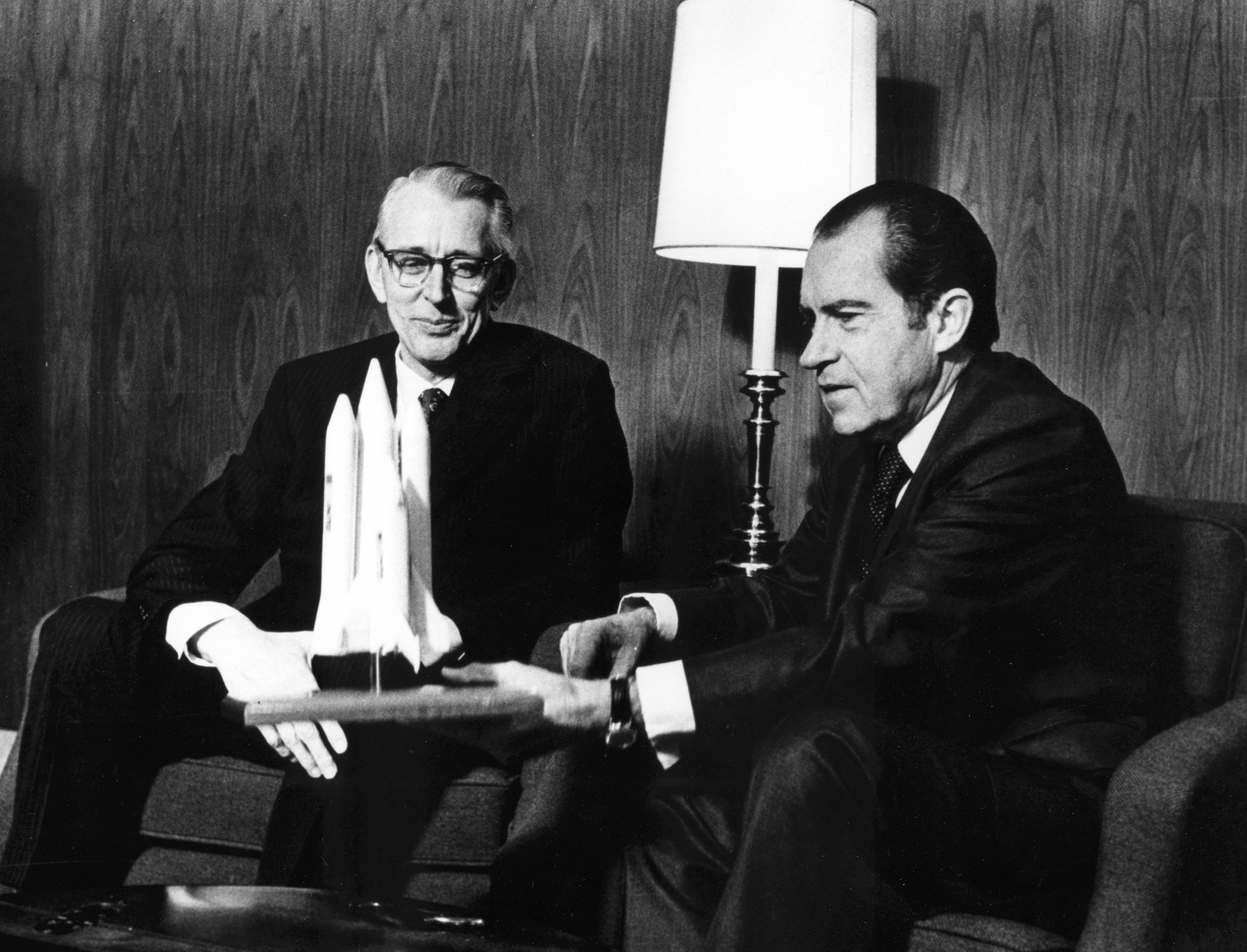
리처드 닉슨 대통령(오른쪽)과 NASA 관리자가 셔틀 프로그램에 대한 자금 지원을 승인하기 삼개월 전 대화모습

1972년 아폴로 계획이 성공리에 끝난 뒤, 미국 항공우주국(NASA)은 앞으로의 유인 우주선에 관한 계획을 세웠다. 이후, 우주왕복선을 만드는 것이 미국의 국익에 도움이 될 것이라고 리처드 닉슨 대통령에게 조언했다.
우주왕복선 계획은 1972년 1월 5일, 닉슨 대통령이 'NASA는 앞으로 재사용이 가능하며, 저렴한 우주왕복선을 개발할 것'을 선언하면서 시작되었다. 여러 대의 우주왕복선 가운데 처음 만들어진 것이 가장 유명하다. 원래 이 기체에는 컨스티튜션(Constitution, 헌법)이라는 이름을 붙일 예정이었다. 하지만 《스타 트렉》의 팬들이 백악관에 대규모의 투고 운동을 벌여서, 결국 엔터프라이즈 우주왕복선이라는 이름이 붙었다(스타 트렉의 모선 이름이 엔터프라이즈이다.). 열렬한 환호 속에 엔터프라이즈는 1976년 9월 17일 출고되었으며, 이후 최초의 설계 검증 작업인 활공 및 착륙 시험을 거치게 되었다.

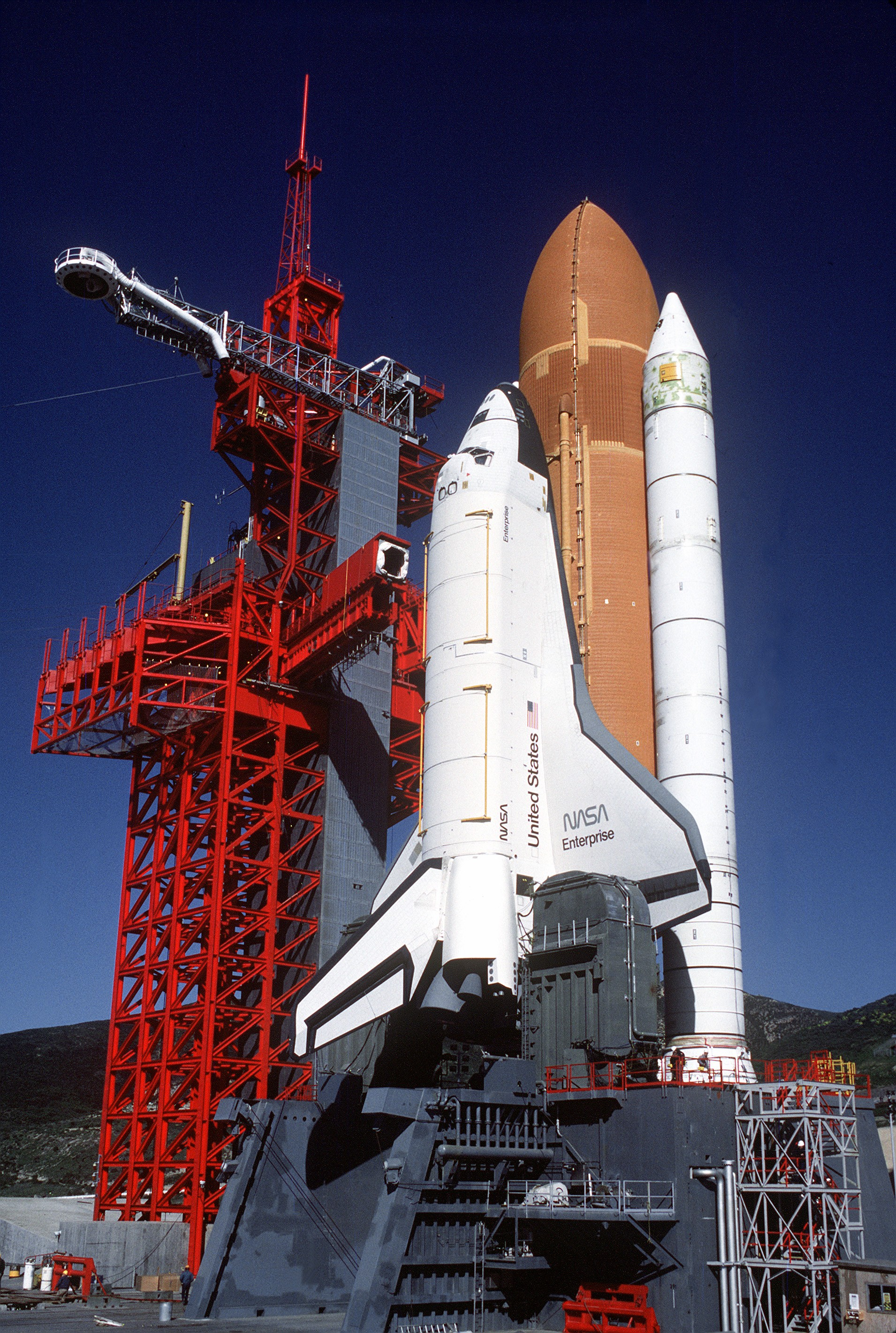
스타 트렉 엔터프라이즈 호의 이름을 사용한 우주왕복선 1호기의 발사대기 모습

처음으로 완전하게 동작한 우주왕복선은 캘리포니아주 팜데일에서 생산된 컬럼비아 우주왕복선이다. 이는 1979년 3월 25일 케네디 우주센터로 옮겨졌고, 1981년 4월 12일, 유리 가가린의 우주 비행 20주년 기념일에 두 명의 승무원을 태우고 최초로 발사되었다. 챌린저 우주왕복선은 1982년 7월 운반되었으며, 디스커버리 우주왕복선은 1983년 11월, 애틀랜티스 우주왕복선은 1985년 4월에 각각 우주 센터로 이송되었다. 원래 우주왕복선은 프리덤 우주 정거장에 들를 계획이었다. 하지만 우주정거장 계획은 너무 웅대했기 때문에 일정이 크게 지연되었고, 마침내는 규모가 축소되어 국제 우주 정거장과 통합되었다. 1986년 1월 28일 챌린저 우주왕복선이 발사 직후 폭발하여, 7명의 승무원 전원이 사망한 사고가 일어났다. 인데버 우주왕복선은 챌린저 호를 대신하기 위해 계획되었고, 다른 우주왕복선의 여분의 부품을 이용해서 1991년 5월 완성되었다. 컬럼비아 우주왕복선 역시 2003년 2월 1일 재돌입 도중 7명의 승무원과 함께 폭발하였으며, 이를 대체할 우주왕복선 계획은 없는 상태이다.

## 상승
우선 우주왕복선 주 엔진(SSME)이 점화되며, 컴퓨터는 몇 초간 기능을 점검한다. 모두 정상이면, 우주왕복선 고체 로켓 부스터(SRB)가 점화되며, 기체는 이륙이 허가된다. 고체 로켓 부스터는 한번 점화되면 정지할 수 없으므로, 점화가 일단 되면 우주왕복선은 어떤 일이 일어나든 반드시 이륙해야만 한다. 상승 과정에서 일어날 수 있는 여러 가지 실패 시나리오에 대한 긴급 처리 방식(우주왕복선 중단 방식)이 다수 존재한다. 주 엔진이 가장 복잡하면서도 매우 압력을 받는 부위이므로, 많은 부분은 주 엔진의 문제에 관한 것이다. 챌린저 우주왕복선 폭발사고 이후, 중단 방식에 대대적인 개편이 있었다.

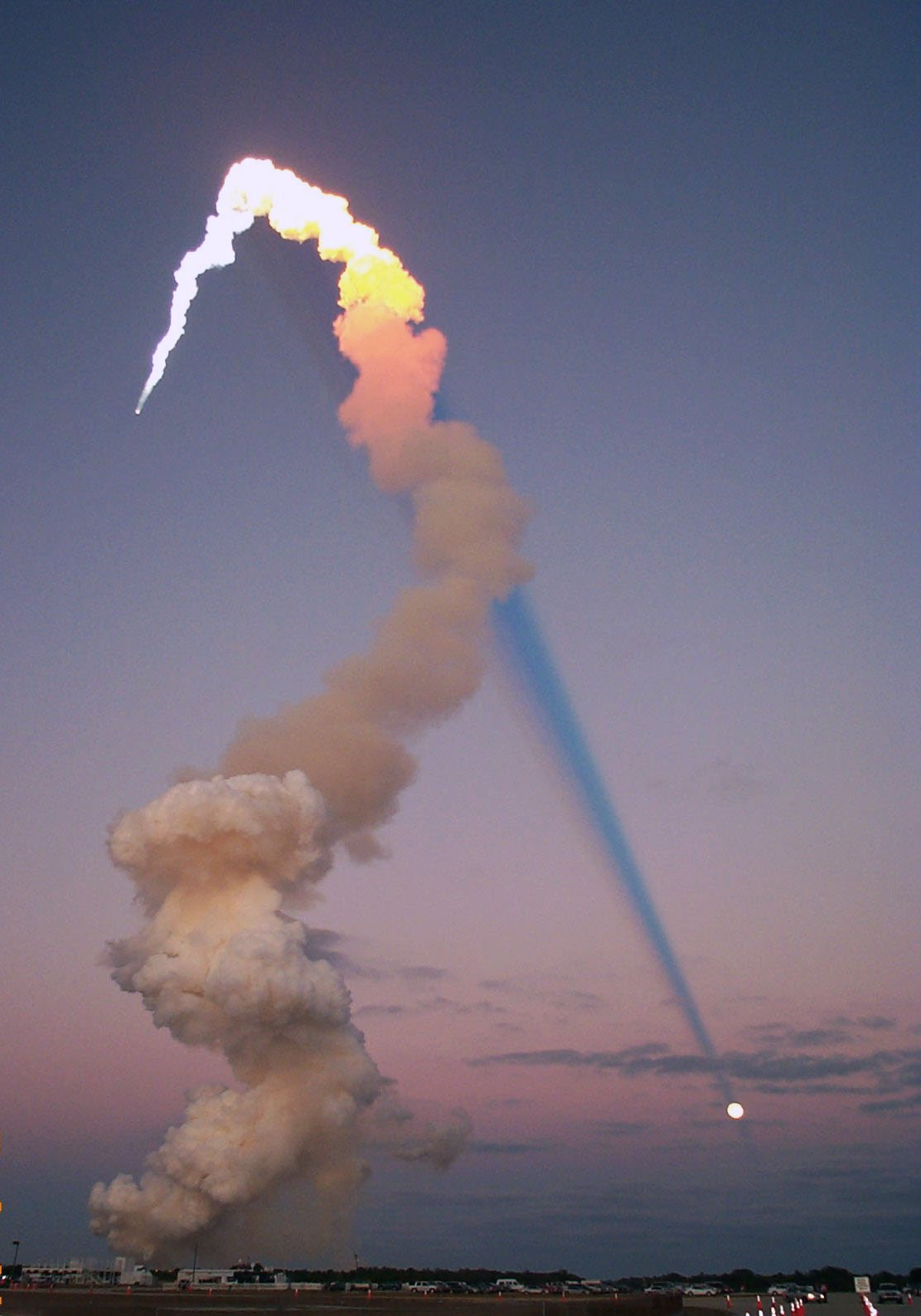
2001년 해질녘의 애틀랜티스 우주왕복선의 발사 모습. 태양은 카메라 뒤로 있으며, 증기의 그림자가 달과 만나고 있다.

이륙시, 추진력의 많은 부분(~71%)을 고체 로켓 부스터가 담당한다. 발사대를 떠나고 잠시 후, 우주왕복선은 회전하여 외부 탱크와 로켓 부스터 아래에 놓이게 된다. 우주왕복선은 외부 탱크 및 로켓 부스터가 연료를 소비해가면서 가벼워짐에 따라, 점점 편평해지는 호를 그리며 상승하게 된다. 지구 궤도에 올라서기 위해서는 사실 수직 방향에 비해 수평 방향의 에너지가 훨씬 더 필요하다. 하지만 실제로 눈으로 볼 때는 이러한 사실을 알 수 없는데, 수직으로 올라가는 것만 보일 뿐이지, 실제 수평으로 가속하는 것은 시야 밖에서 일어나는 일이기 때문이다. 국제우주정거장이 위치한 지상 380 킬로미터 (236 마일)에서의 궤도 속도는 7.68 킬로미터/초 ( 17,180 mph), 다시 말해 마하 23이나 된다.
상승 중에는 "max-q"라고 불리는 지점이 존재하는데, 최대 출력이 이루어지는 지점이며, 너무 가속하여 선체에 무리를 주지 않기 위해서 일시적으로 감속하는 지점이다.
이륙 후 126초가 지나서, 폭발 볼트가 폭발하면서 고체 로켓 부스터를 분리하게 된다. 이후 로켓 부스터는 바다에 떨어져서 재사용된다. 이후, 우주왕복선은 주 엔진에 의지하여 가속하고 궤도에 오르게 된다. 이 시점에서 선체는 1보다 낮은 추력 대 중량비를 지니게 된다. 즉, 주 엔진은 실제로는 중력을 극복하기에 불충분한 추력을 지니게 되며, 로켓 부스터가 있을 때에 비해 수직 속도는 일시적으로 감소하게 된다. 하지만, 계속 연료를 소모함에 따라, 추진체의 무게가 감소하며, 다시금 추력 대 중량비가 1을 넘어서게 되고, 계속 가속할 수 있다.
선체는 계속 상승하여, 이후 수평으로 기수를 향한다. 주 엔진은 계속 가동하며, 고도를 유지하면서 수평으로 궤도를 돌기 위한 속도를 얻기 위해 가속한다.
마지막으로, 주 엔진이 가동되는 마지막 10초 동안은 기체의 질량이 충분히 낮아진 상태이며, 3g의 가속도로 제한하기 위해 엔진 출력을 낮춰야 할 정도이다. 가속도의 제한은 대개 우주인의 건강 및 편안함을 위해서이다.
추진제를 완전히 소진하기 전에, 주 엔진은 꺼지며(완전히 소모할 경우 엔진은 손상될 우려가 있다), 빈 외부 탱크는 볼트가 폭발하면서 떨어져 나간다. 탱크는 대기에서 거의 타버리게 되며, 일부 잔해는 인도양에 떨어진다.
이 시점에서도 우주왕복선은 여전히 궤도에 약간 못 미치는데, 이는 궤도가 대기와 접하기 때문이다. 이후 궤도 기동 시스템(OMS) 엔진을 가동하여 궤도에 진입한다.

## 하강

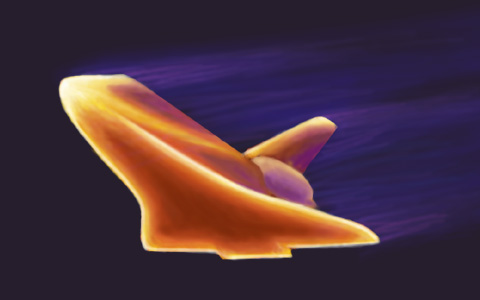
우주왕복선의 외부는 재돌입 과정 동안 2,500 도 이상으로 가열된다.

우주왕복선은 궤도 운동의 반대 방향으로 OMS 엔진을 3분간 분사함으로써 재돌입을 시작한다. 역분사는 속도를 감소시키며, 따라서 궤도를 지구 대기권으로 낮춘다. 역분사는 대략 착륙장소의 지구 반대편에서 이루어진다. 전체 재돌입 과정은 착륙장치의 전개를 제외하고는 모두 컴퓨터 제어에 의존한다. 하지만 수동으로도 가능하며, 수동으로 한 경우도 한 번 존재한다.
이후, 기체는 120 킬로미터 (400,000 피트) 정도의 고도에서 마하 25의 속도로 대기권 진입을 시작한다. 기체는 공기 저항을 최대로 하기 위해 기수 상향 40도의 자세를 취한다.
재돌입의 목표는 고도와 속도를 착륙에 맞도록 서서히 낮추어가는 과정이다. 이를 위해서 S-형태의 선회 기동을 하며, 이때의 선회 각도(뱅크 각도)는 최대 70도이다.
자세 제어는 RCS 분사 및 날개 조종면을 이용하여 이루어진다.
대기권 하부에서, 우주왕복선은 일반 비행기의 활공 비행과 매우 유사한 비행을 하는데, 차이점은 훨씬 빠르게 하강한다는 것이다. 매 분 3 킬로미터 (10,000 피트)정도 하강하며, 이는 일반 항공기의 20배 정도의 수치이다. 4:1의 활공각으로 착륙하며, 착륙시의 속도는 340–410 km/h (213-255 mph)로 통상 제트 여객기의 260 km/h (160 mph)에 비해 매우 높다. 착륙시 에어브레이크와 감속 낙하산을 사용하여 속도를 줄인다.
착륙 후, 기체는 하강시 사용된 유독성의 하이드라진 증기가 사라질 때까지 활주로에서 대기한다.

## 우주왕복선 목록, 사용처, 통계 및 사고

### 우주왕복선
각 우주왕복선은 배와 유사한 방식으로 이름지어졌으며, 미국 항공우주국의 Orbiter Vehicle Designation 체계를 따라 번호가 매겨진다. 각 우주왕복선의 외관은 매우 유사하지만, 내부는 약간 차이가 난다. 이는 서로 돌아가며 수선하는 동안 새로운 장비가 장착되기 때문이다. 또한, 새로운 우주선이 구조적으로 더 가볍다.

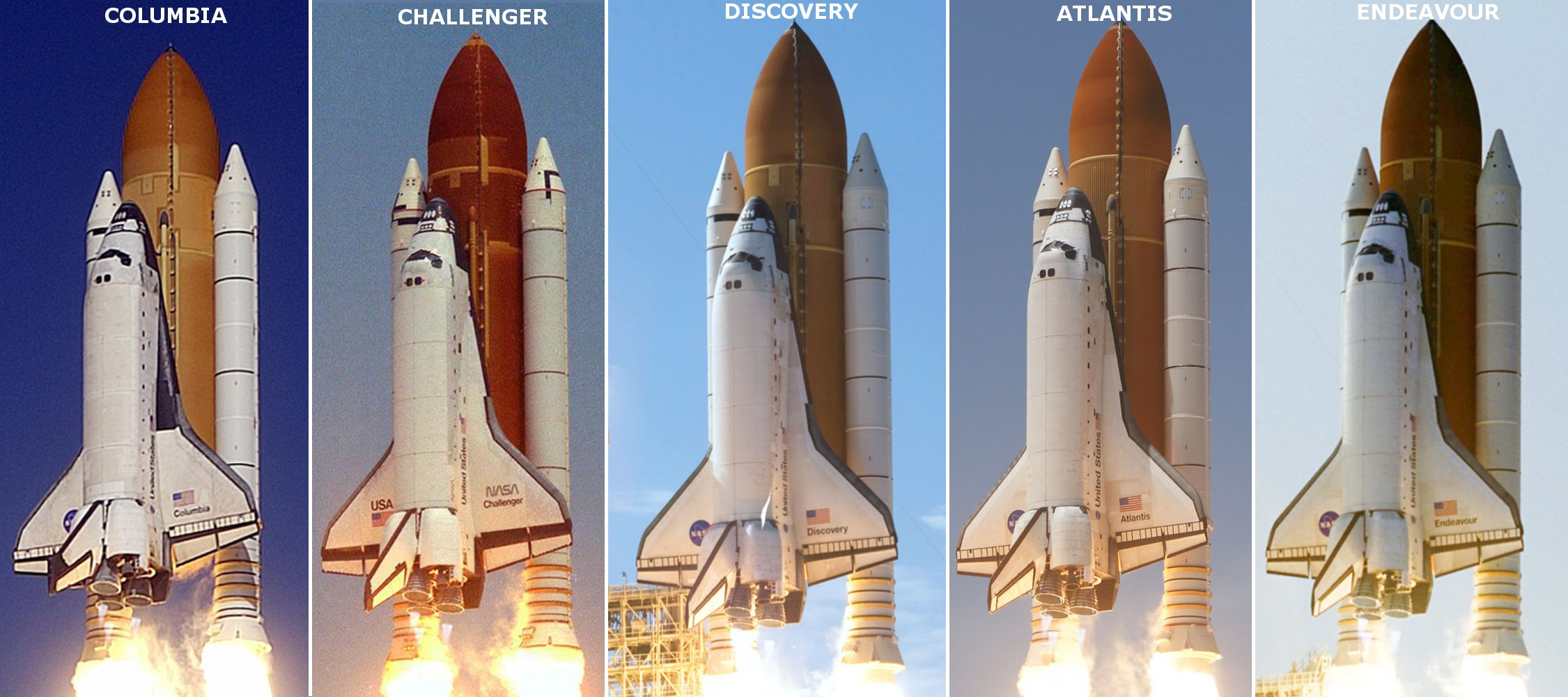
좌에서 우로: 컬럼비아 우주왕복선, 챌린저 우주왕복선, 디스커버리 우주왕복선,애틀랜티스 우주왕복선, 인데버 우주왕복선. 여기에 없는 것: 엔터프라이즈 우주왕복선, 패스파인더 우주왕복선

- 우주비행 능력이 없는 주 추진력 시험체(MPTA, main propulsion test article):
  - MPTA-ET (외부 탱크), 현재는 패스파인더에 부착되어 전시 중
  - MPTA-098, 엔진 실패로 치명적인 피해를 겪음. OV-098(패스파인더)과 혼동하지 말 것.

- 우주비행 능력이 없는 구조 시험체(STA, structural test article):
  - STA-099, 이후 챌린저 호의 주프레임으로 사용됨

- 우주비행 능력이 없는 조종 시험체:
  - 패스파인더 우주왕복선 (OV-098)

- 활공/착륙 시험만 통과한 시험 기체. 많은 정비가 있어야 우주비행이 가능(OV, Orbiter Vehicle):
  - 엔터프라이즈 우주왕복선 (OV-101)

- 사고로 손실:
  - 챌린저 우주왕복선 (OV-099) - 1986년 1월 28일 발사 직후 사고
  - 컬럼비아 우주왕복선 (OV-102) - 2003년 2월 1일 재돌입 도중 사고

- 운용중:

- 퇴역:
  - 디스커버리 우주왕복선 (OV-103)
  - 애틀랜티스 우주왕복선 (OV-104)
  - 인데버 우주왕복선 (OV-105)

### 사용처
- 국제우주정거장의 승무원 교체
- 허블 우주망원경의 수리와 같은 유인 수리 임무
- 지구 저궤도에서의 유인 실험
- 지구 저궤도로의 수송
  - 허블 우주망원경과 같은 거대한 인공 위성
  - 국제우주정거장의 건설 자재와 보급품
- 인공 위성과 부스터를 함께 수송, 이후 부스터를 이용하여 위성을 다음 두 궤도로 올림
  - 지구 고궤도
    - 찬드라 엑스선 관측선
    - 여러 개의 TDRS 위성
    - 한 번에 두 개의 DSCS-III(방위 위성 통신 시스템) 통신 위성
    - DSP 인공 위성

  - 행성간 궤도
    - 마젤란 탐사선
    - 갈릴레오 호
    - 율리시즈 탐사선

### 비행 통계(2005년 8월 25일 기준)
아래 비행 통계표의 값은, 각 우주왕복선을 제작한 이래로 참가한 모든 임무에서의 통계를 합한 값이다.
| 우주왕복선            | 비행일   | 지구 회전 회수 | 비행 거리 -mi- | 비행 거리 -km- | 비행 회수 | 최대 비행 일수 | 승무원 | 기체 외부 활동 | Mir/ISS 도킹회수 | 위성 배치 |
| --------------------- | -------- | -------------- | -------------- | -------------- | --------- | -------------- | ------ | -------------- | ---------------- | --------- |
| 컬럼비아 우주왕복선   | 300.74   | 4,808          | 125,204,911    | 201,497,772    | 28        | 17.66          | 160    | 7              | 0 / 0            | 8         |
| 챌린저 우주왕복선     | 62.41    | 995            | 25,803,940     | 41,527,416     | 10        | 8.23           | 60     | 6              | 0 / 0            | 10        |
| 디스커버리 우주왕복선 | 255.84   | 4,027          | 104,510,673    | 168,157,672    | 31        | 13.89          | 192    | 28             | 1 / 5            | 26        |
| 애틀랜티스 우주왕복선 | 220.40   | 3,468          | 89,908,732     | 144,694,078    | 33        | 12.89          | 161    | 21             | 7 / 6            | 14        |
| 인데버 우주왕복선     | 206.60   | 3,259          | 85,072,077     | 136,910,237    | 19        | 13.86          | 130    | 29             | 1 / 6            | 3         |
| 총합                  | 1,045.99 | 16,557         | 430,500,333    | 692,787,174    | 114       | 17.66          | 703    | 91             | 9 / 17           | 61        |

### 사고
114회의 임무를 수행하는 도중 두 대의 우주왕복선이 사고를 당했으며, 두 경우 모두 승무원 7명 전원의 목숨을 앗아갔다.
- 챌린저 우주왕복선 — 1986년 1월 28일 이륙 후 73초만에 사고(챌린저 우주왕복선 폭발 사고를 참조하기 바란다.)
- 컬럼비아 우주왕복선 — 2003년 2월 1일 재돌입 과정 중에 사고(컬럼비아 우주왕복선 공중분해 사고를 참조하기 바란다.)

위의 두 사고로 인해 우주왕복선은 매 비행 당 대략 2%의 사망률을 보여준다.
두 사고에 있어 기술적인 구체사항은 다르지만, 조직에 있어서의 문제는 놀라울 정도의 유사성을 보여준다.
1. 두 경우 모두 계획된 비행이 아니었다.
2. 초급 기술자들은 문제가 발생할 가능성에 대해 알고 있었지만, 이러한 염려가 수석 관리자에게 적절히 전달되지 못했다.
3. 기체는 이미 이상 징후를 나타내고 있었으나, 관료적인 조직 문화가 필요한 조치를 취하기 어렵게 하였다.
4. 수석 관리자는, 문제점이란 존재하기 때문에 발견되는 것이 아니라, 객관적으로 증명되지 않으면 존재하지 않는 것이라고 생각하였다.

챌린저 우주왕복선의 경우, 발사 전 NASA와의 회의 때, 우주왕복선 고체 로켓 부스터를 설계하고 제작한 모튼 치오콜사의 경험 많은 O링 기술자는 발사를 취소하거나 일정을 조정해 달라고 몇 번이고 요청하였다. 그는 추운 날씨의 낮은 온도가 O링의 탄성을 잃게 하여, 완전한 밀봉 역할을 하지 못할 것이라고 주장하였다. 애석하게도, NASA 및 모튼 치오콜사의 수석 관리자들은 그의 말을 무시하였으며 발사를 허가하였다. 얼어붙은 O링이 제 역할을 하지 못해 그 틈으로 새어 나온 고온, 고압의 연료에 불이 붙었고, 최악의 결과가 발생하고 말았다.
컬럼비아 우주왕복선의 사고는 상승 도중에 우주왕복선 외부 연료 탱크로부터 떨어져 나온 파편에 열 보호막이 깨어진 것이 원인이었다. 그러한 파편은 원래부터 탱크로부터 떨어지도록 설계된 것도 아니고 예상된 일도 아니었다. 하지만 이전부터도 별다른 이유가 없는데도 떨어지는 것이 관측되어왔다. 원래의 우주왕복선 명세서를 참고하면, 왕복선 본체의 단열 타일은 어떠한 파편에도 맞아서는 안된다고 되어 있다. 시간이 지남에 따라, NASA 기술자들은 점차 타일의 피해에 무감각 해졌는데, 이는 O링의 부식이 받아 들여진 것과 같은 과정이다. 컬럼비아 사고 조사 위원회는 이러한 현상을 "비정상의 일반화", 즉 비정상적인 사건이 아직 재앙을 일으키지 않았다는 이유로 점차 익숙해지고 받아 들여지는 현상이라고 정의하였다.

## 계획과 현재의 비교 분석

### 비용 분석
우주왕복선이 어느 정도 성공적인 발사체이기는 하지만, 근본적으로 발사 비용을 줄이겠다는 목표를 달성하지는 못했다 . 2005년 초를 기점으로 총 비용은 1,450억 달러(이 중 1120억 달러가 운영시에 소모되었다) 정도이며, 2010년 퇴역 때에는 1,740억 달러가 될 것으로 추정된다. 퇴역시까지 135회의 비행을 하게 되므로, 평균 발사 비용은 13억 달러(1.3조 원)정도가 되는데, 이는 초기 목표였던 1,000만 내지 2,000만 달러에 비해 엄청나게 큰 금액이다. 미국 항공우주국의 2005년 예산 중 30%인 50억 달러가 우주왕복선 계획에 사용된다 .
우주왕복선의 원래의 계획은 자주, 싸게, 높은 재사용성을 지니며 운영하는 것이다. 우주왕복선은 이전의 단일 사용 유인/무인 우주선을 크게 개선할 목적이었다. 비록 세계 최초로 재사용되는 우주선이기는 하지만, 이전의 우주선을 혁신적으로 혁명한 것은 아니며, 혹자는 원래 목적에 대해 실패했다고 하기도 한다.
현재의 설계가 원래의 개념과는 완전히 다르지만, 계획은 여전히 향상된 USAF 목표를 맞추기 위해서, 또한 비행 비용을 낮추기 위해 노력 중이다. 명백한 실패의 한 이유는 인플레이션이다. 1970년대에 미국은 심각한 인플레이션을 겪었으며, 1980년에 이르러서는 200%의 비용 상승을 가져왔다. 이에 비해, 1990년과 2000년 사이의 비용 상승은 34%에 그쳤다. 이러한 현상은 우주왕복선 개발 비용을 수 배 증가시켰다. 우주왕복선 제조를 각지에 나누려는 정치/기업적인 압력으로 인한 업체 선정 과정 역시 비용 상승을 가져왔다. 예를 들어, 단일 조각으로 된 고체 로켓 부스터는 고려하지도 않았는데, 이는 Aerojet 한 회사만이 발사장소 근처에 있다는 이유여서였다. 대신, 유타주에 기반한 Morton Thiokol이 계약을 맺었으며, 이 회사는 모듈 기반으로 설계를 하였으며, 이 설계 방식이 바로 챌린저 우주왕복선의 사고 원인이었다. 아이러니하게도, 1990년대 대규모의 합병은 우주왕복선 협력업체 거의 대부분을 보잉 사로 모아버렸다.
하지만 이러한 설명은 현재의 높은 운용 비용을 설명하지 못한다. 인플레이션을 고려하고라도, 원래 계획상의 발사 비용은 현재 가치로 1억 달러 정도여야만 한다. 나머지 4억 달러는 유지보수 비용으로 들고 있으며, 이는 기대했던 것보다 훨씬 많은 금액이다. 10년이라는 기대 수명 이상으로 운영되는 까닭에 비용이 증가되는 측면도 있다.
비용이 높은 이유는 다음 때문이다.
1. 재돌입 타일은 매우 비싸다. 하나의 타일을 교체하는 데 한 명이 일주일가량 걸리는데, 한 번의 발사마다 수백 개가 부서진다.
2. 엔진은 매우 복잡하며, 매 비행 후 분리 후 유지, 보수가 필요하다.
3. 발사 회수는 계획보다 훨씬 적다. 연구에 따르면 일 년에 50회 발사한다면 비용이 급격히 감소할 것이라고 한다. 현재는 일 년 당 4회 정도 발사하며, NASA는 일년에 12번 이상 발사할 수 있는 시설을 계획한 적이 없다.

### 임무 분석
원래 우주왕복선은 여객기와 비슷하게 운영될 계획이었다. 착륙후, 우주왕복선 본체는 점검만 거친 뒤, 외부 탱크와 로켓 부스터라는 기타 추진체를 부착하고, 2 주 내로 다시 발사 준비가 되도록 할 예정이었다. 하지만 실제로 이러한 과정은 수 개월이 걸린다. 단기적으로 개발 비용을 줄이려는 결정이, 결국은 장기적이고 지속적인 운용비의 지출을 유발한 것이다. 문서 요구사항은 극도로 복잡해졌다. 발사에 필요한 인력 또한 크게 증가하였으며, 이는 비용을 증대시켰다. 이러한 현상은 챌린저호 폭발사고 이후에 더욱 심화되었다. 단순한 변화조차도 방대한 양의 문서를 필요로 한다. 이러한 문서 작업은 우주왕복선이 유인 우주선이며 탈출 장치가 없다는 것에 기인한다. 즉, 부스터에 손상을 입힐 사고는 결국 승무원 전원의 목숨을 앗아간다는 것이다. 승무원 희생은 절대 불가하므로, 우주왕복선 계획의 주 목적은 승무원을 무사히 지구로 귀환시키는 것이며, 이는 보다 싸게 발사하겠다는 등의 다른 모든 사항에 우선한다. 치명적인 고장이 일어나기 이전에 중단 시킬 수 있는 방식이 전무하기 때문에, 모든 하드웨어는 완전하게 오류 없이 동작해야 하며, 매 비행 전에 면밀히 점검되어야 한다. 결과적으로 25,000명이라는 수많은 인력이 필요하며, 매년 10억 달러 정도의 인건비를 유발한다.
초기에 미국 항공우주국은 우주왕복선이 스카이랩 혹은 새턴 5호가 운반한 스카이랩 2 등지로 사람을 나르는 이른바 "우주 택시"가 되기를 기대하였다. 거대한 모듈 기반의 프리덤 우주정거장이 제안됨에 따라, 우주왕복선은 6 내지 10명의 승무원을 나르는 역할을 수행할 수 있을 것으로 생각되었다. 하지만 1990년대 우주정거장 계획이 축소되었고, 승객 운송체로서의 우주왕복선은 더 이상 사용되지 않는다.
무인 탐사선을 발사하는 임무로 우주왕복선을 사용하겠다는 계획 역시 더 이상 사용되지 않는다. 챌린저 우주왕복선 폭발사고 이후, 항성간 탐사선에 필요한 강력한 로켓 단계(다단계 로켓에서의 단계)인 켄타우르스가 더 이상 사용되지 않게 되었다. 하지만, 최근의 기술 발전으로 탐사선이 더 작고 가벼워졌으며, 결과로 상대적으로 싸고 안정적인 델타 로켓을 이용하여 화성에 다다를 수 있다.
우주왕복선 계획에의 또 다른 장애물은 정치적인 것으로, 미공군이 참가해야 했었다는 것이다. 재정적 지원을 받기 위해, 미국 의회는 경비절감 차원에서 우주왕복선이 미국에 있는 모든 다른 발사체를 대체하도록 명령하였다. 이러한 결정으로 말미암아 우주왕복선 계획은 미공군의 군사적 사용을 뒷받침하도록 대대적인 수정이 가해지게 되었다. 하지만 결과적으로, 우주왕복선은 NASA도, 미공군도 원했던 정확한 설계가 아니었으며, 결국 미공군은 우주왕복선을 이용한 국방 계획(Vandenberg 우주왕복선 계획)을 포기하고, 기존의 발사체 방식으로 돌아가게 되었다. 하지만 미공군이 요구한, 그러면서도 한번도 사용되지 않은 우주왕복선의 능력은 여전히 전체 시스템을 부적절하게 만들고 있다.
우주왕복선의 교훈에 대해서는 의견이 분분하다. 하지만 기본적으로, 많은 설계자들은 보다 작고 단순화 된, 단지 사람을 궤도상에 올릴 수 있는 기능만 있는 발사체가 필요하다고 주장한다. 우주 임무에서 가장 위험한 부분은 발사 및 재돌입이며, 이 과정은 2% 정도의 높은 사고율, 그것도 모든 승무원을 잃는 수준의 최악의 사고율을 보인다. 그러므로, 이러한 발사 및 귀환 과정을 최소화하는 것이 필요한데, 이는 다음 단계를 통해서 달성할 수 있을 것이다.
1. 사람을 가능한 안전하게 궤도로 올린다.
2. 한 번 올린 뒤에는 무인 로켓 등을 이용하여 보급품을 제공하면서 최대한 오래 궤도에 머무르게 한다.
3. 최대한 안전하게 귀환시킨다.

사람만이 가능한 임무가 있고, 이러한 임무를 위해서는 위험을 무릅쓰는 것이 당연하지만, 단순한 화물 운반 등을 위해서 위험을 무릅쓸 필요는 없다는 것이다.
군용 혹은 민간 항공 기준에 따르면, 현재까지도 모든 우주왕복선은 실험 단계이며, 승무원은 시험 비행사에 해당한다. 이들 기준에 따르면 일반 비행기가 실제 사용이 허가되기 위해서는 수백번의 시험 비행을 거쳐야하는데, 비록 기준은 다를지라도 우주왕복선 역시도 일정 수준의 기준을 통과하기 위해서 상당한 수준의 성공적인 임무를 달성해야한다.
또 다른 미래의 유인 우주선에 대한 관심사는 "우주 비행기"의 제작 및 운용이다. 우주 비행기는 대기의 끝자락까지 날아올라서 이후 로켓을 이용해 지구 궤도 올라서는 것이다. 따라서 일반 로켓이나 우주왕복선에 비해 훨씬 효율적이며, 보다 많은 임무가 가능할 것으로 생각된다.

## 우주왕복선에 관한 사실들
- 우주왕복선 초기 화물에는 최초의 노트북 컴퓨터 중 하나로 알려진 GRiD Compass가 있었다. 해당 컴퓨터는 매우 적게 팔렸는데, 이는 적어도 8,000 달러나 한 반면에, 무게나 크기에 비해 형편없는 성능을 보였기 때문이다. NASA는 주 고객 가운데 하나였다.

- 발사를 지켜본다면, "끄덕임" 현상을 찾아보라. 주 엔진이 가동되고, 반면 고체 로켓 부스터는 발사대에 아직 고정되어 있을 때, 우주왕복선의 세 개의 주 엔진에서 나오는 추진력은 전체 발사체(부스터, 연료 탱크, 왕복선)를 기울어지게 하며, 높은 곳에 위치한 조종실은 앞으로 2 미터가량 기울어지게 된다. 이후, 발사체는 다시 원위치로 서서히 튕겨지듯 돌아오게 되며, 이 과정은 6초가량 걸린다. 완전히 수직이 되는 시점에서, 부스터는 점화되며, 발사가 시작된다.

- 우주왕복선 기체의 단열 타일이 부서졌다거나 떨어져 나갔다거나 하는 문제는 2003년 컬럼비아 우주왕복선의 재돌입시의 참사 이후에서야 문제시되었다. 사실, 우주왕복선은 20개나 되는 단열 타일이 떨어져나갔음에도 문제 없이 귀환한 적이 있다. STS-1, STS-16, STS-41은 모든 승무원이 볼 수 있는 궤도 기동 시스템(OMS) 포드의 타일이 떨어져나간 채로 귀환하기도 했다. NASA 영상은 STS-1 OMS 포드에 얼마나 많은 타일이 떨어졌는 있는지를 보여준다 . 컬럼비아 우주왕복선의 문제는 탄소-탄소로 이루어진 날개 가장자리 판에 피해를 입은 것이었지, 방열 타일에 피해를 입은 것이 문제였던 것은 아니다. 또한, 최초의 우주왕복선 임무인 STS-1에서는 방열판 사이에 갭필러가 약간 튀어나와 있었는데, 이는 재돌입시에 뜨거운 기체를 오른쪽 바퀴 쪽으로 흐르게 하여, 착륙할 때 오른쪽 주 기어에 문제를 일으키기도 하였다(John Young의 2003년 4월 식후 연설).

- 1995년 우주왕복선 발사가 연기되었는데, 이는 딱따구리 한 쌍이 거의 200개나 되는 구멍을 디스커버리 우주왕복선의 외부 연료 탱크 단열재에 뚫어 놓은 것이 이유였다. 그 이후로, NASA는 상용 올빼미 장식재 및 올빼미 모양 공기 풍선을 설치해 둔다. 물론 발사 전에는 제거한다.

## 지구에서의 우주왕복선 수송
- 크롤러-트랜스포터는 조립 공장에서 발사 시설로 우주왕복선을 수송한다.
- 우주왕복선 수송기(SCA, en:Shuttle Carrier Aircraft)는 보잉 747을 개조하여 제작한 것으로, 우주왕복선이 다른 착륙지점에 착륙할 경우, 케이프 커내버럴(Cape Canaveral)로 수송해오는 역할을 수행한다.
- 36개의 바퀴를 지닌 수송 트레일러는 우주왕복선을 격납고에서 발사대로 운반한다. 이 트레일러는 원래 캘리포니아주의 반덴버그 공군 기지에 있는 미 공군 발사 시설에 사용되려고 설계되었던 것이다. 이 트레일러가 있기 전에는 우주왕복선은 자신의 착륙 장치를 이용해서 이동하였으며, 외부 탱크 및 로켓 부스터에 장착될 때에서야 수직으로 세워지게 되었다. 하지만 트레일러가 도입되고 나서는 발사전부터 착륙 장치에 부담을 주는 일을 하지 않아도 되었다.

## 드림 체이서
드림 체이서는 시에라 스페이스사에서 제작하고 있는 우주왕복선의 후계 유인 우주비행선으로 보이는 우주선이다.

## 같이 보기
- 국제우주정거장(ISS)
- 이동식 발사 플랫폼(MLP, en:Mobile Launcher Platform)
- 부란 우주왕복선 - 소련의 우주왕복선
- 우주 왕복선 궤도선
- 우주선 조립 빌딩(VAB, en:Vehicle Assembly Building)
- 오리온 (우주선)
- 유나이티드 론치 얼라이언스(ULA, en:United Launch Alliance)
- 케네디 우주 센터 발사 시설 39(LC-39)
- 드림 체이서
- 미국항공우주국

## 참고 문헌
- Reference manual
- 우주왕복선이 작동하는 방식
- NASA의 1981년 우주왕복선 뉴스(PDF)
- 우주왕복선 본체 정보 보관됨 2021-02-09 - 웨이백 머신
- 1992년-2002년 우주왕복선 계획의 자금 지원